# Земцы (Дрибинский район)
Земцы́ (бел. Зямцы) — деревня в составе Черневского сельсовета Дрибинского района Могилёвской области Республики Беларусь.

## Население
- 1999 год — 18 человек
- 2010 год — 5 человек